# Catecú

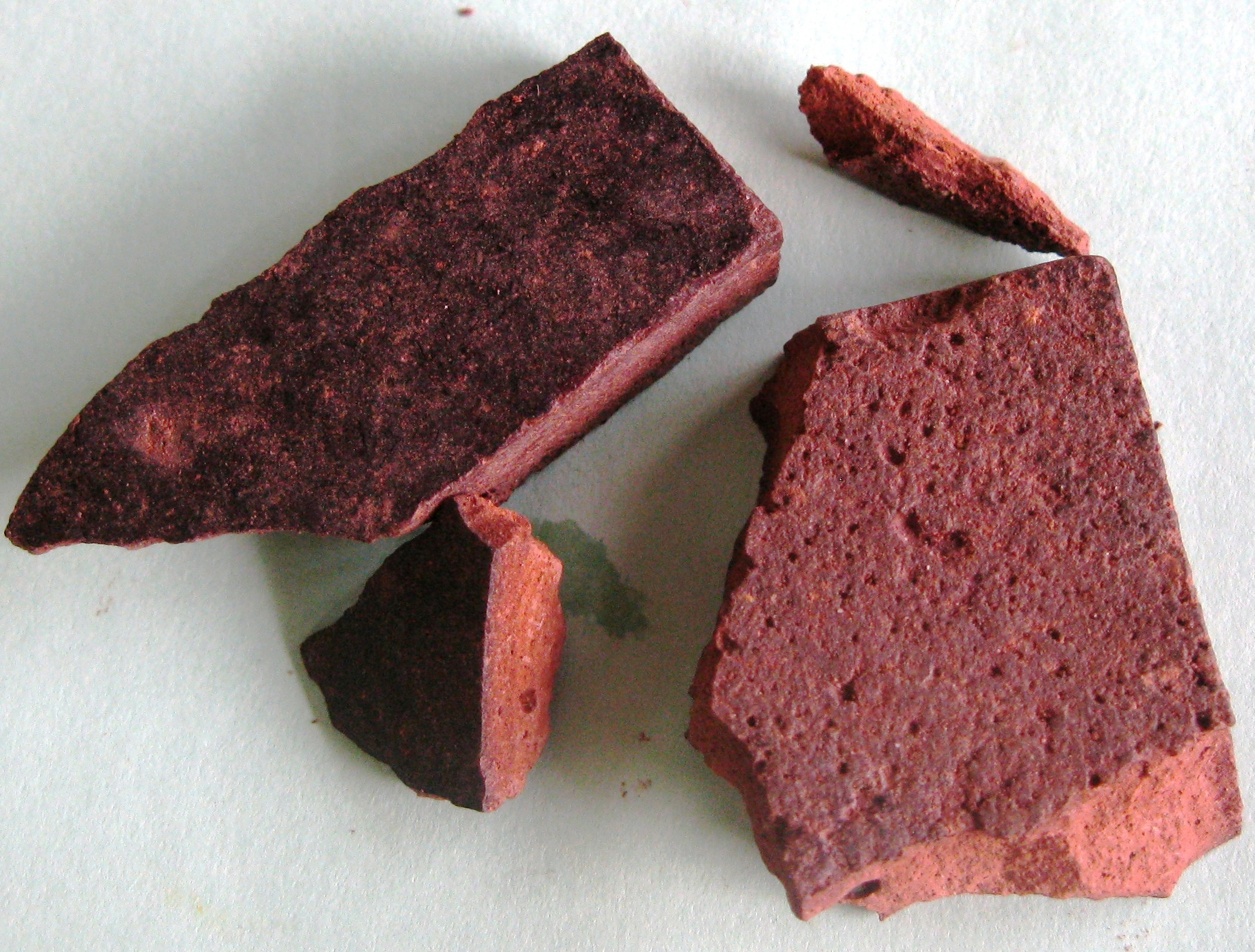
Catecú

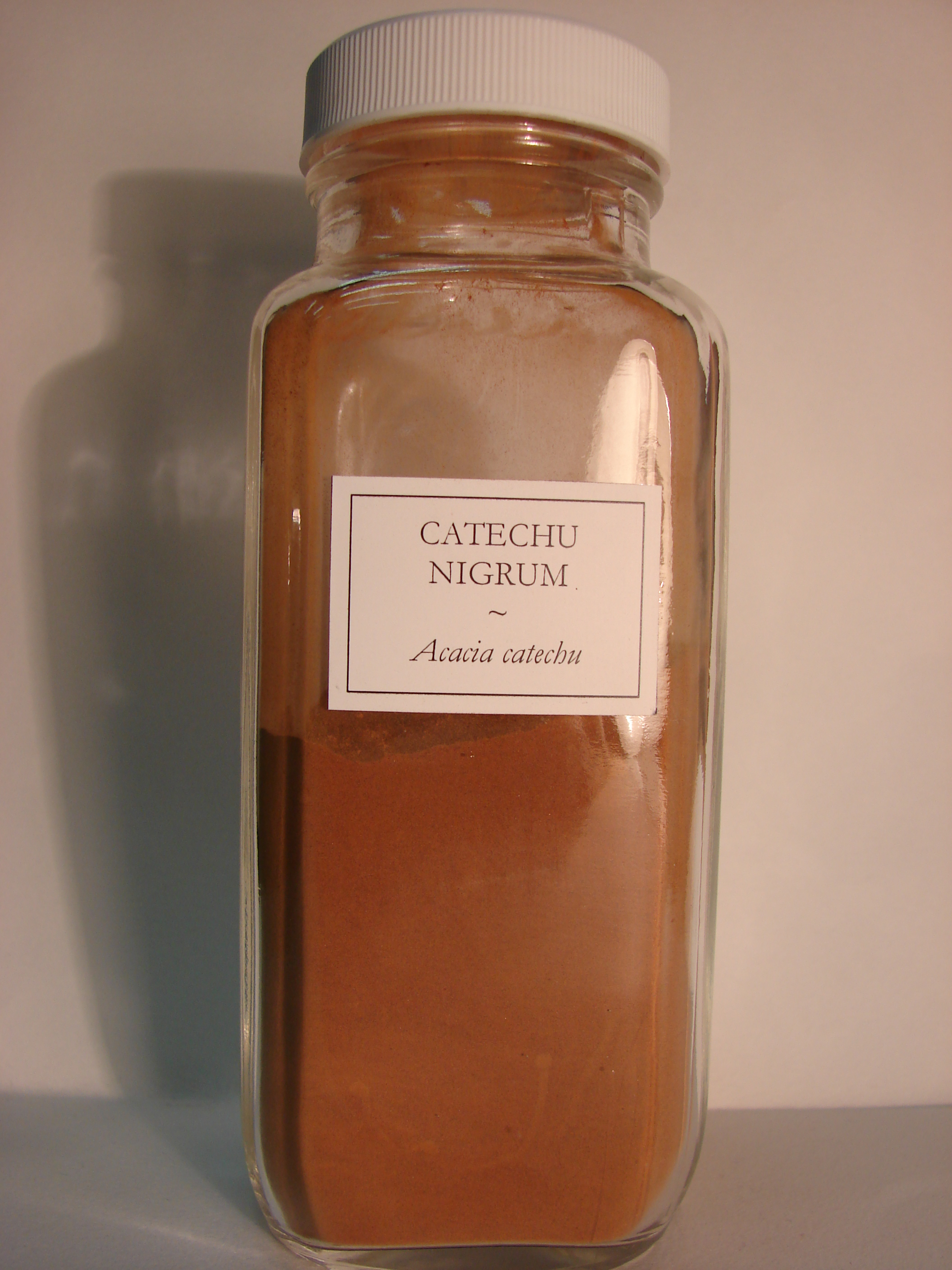
Recipiente con catecú

El catecú, también conocido como cachú, cato, Terra Japonica, o tierra de Japón) es un extracto obtenido de diversas especies de acacia; pero especialmente de Acacia catechu. El extracto se obtiene hirviendo trozos de madera de acacia en agua, seguido de una etapa de evaporación.
El catechu se denomina katha en hindi, kaath en (marathi), khoyer en asamés y bengalí, y kachu en malayo (de aquí el nombre latinizado Acacia catechu elegido según la taxonomía de Linneo como la especie tipo de Acacia que provee el extracto). Es un astringente y se ha utilizado desde tiempos antiguos como parte de las plantas medicinales ayurvédicas y también como un refrescante de la respiración mezclado con otras especies, por ejemplo en Francia y en Italia se utiliza en pastillas de regaliz. Es también un ingrediente importante en el sur asiático en mezclas de paan, también en Paan Masala y gutka.
La mezcla contiene una alta presencia de taninos naturales (con efecto astringente), y se ha usado para el curtido de pieles de animales. Una investigación realizada por Humphry Davy a principios del siglo XIX demostró que el uso de catecú en el curtido era más económico que el tradicional extracto de roble. Este extracto dio nombre a la catechina y catecol, familias químicas derivadas de este.
Bajo el nombre de cutch, el catecú es un tinte marrón usado para el curtido y el  teñido y para preservar redes de pesca y velas de veleros.  El cutch tiñe lana, seda, y algodón a un marrón amarillento. Da un tono marrón grisáceo con hierro en mordiente y marrón verdoso con cobre en mordiente.
El cutch blanco se conoce también como gambier, gambeer, o gambir, y tiene el mismo uso.
La compañía Blavod Drinks Ltd. ha utilizado el catecú negro para teñir su vodka negro.